# Blažovice (stacja kolejowa)
Blažovice – stacja kolejowa w Blažovicach, w kraju południowomorawskim, w Czechach. Znajduje się na wysokości 250 m n.p.m.
Jest zarządzana przez Správę železnic. Na stacji nie ma możliwości zakupu biletów, a obsługa podróżnych odbywa się w pociągu.

## Linie kolejowe
- 300 Brno – Přerov
- 340 Brno – Uherské Hradiště